# Friederike Luise Delitz
Friederike Luise Christiane Delitz, född 1791, död 28 maj 1813 i Berlin, var en tysk mordbrännare. Hon är tillsammans med sin medbrottsling, Johann Peter Horst, den sista person i Tyskland som avrättats genom bränning på bål. 
Efter en brand i Schöneberg 1810 arresterades Johann Peter Horst (1783-1813), som hade ett förhållande med Friederike Luise Delitz. Hon ställdes i augusti 1812 inför rätt åtalad för att tillsammans med Johann Peter Horst vara medlemmar av ett gäng bestående av nio mordbrännare som anordnat 45 bränder runtom i provinsen Brandenburg som lett till 30 dödsfall. Delitz och Horst dömdes som skyldiga till upprepade mordbränder att avrättades genom att brännas på bål. Avrättningen ägde rum i Berlin 28 maj 1813. Domen orsakade på sin tid en sensation och en offentlig debatt. Fallet har varit föremål för forskning och flera utställningar.